# Druccy Sokolińscy

herb Druck

Druccy Sokolińscy (także tylko Sokolińscy) – ród kniaziowski (książęcy) pochodzenia litewskiego, będący gałęzią kniaziów Druckich, biorący swe nazwisko od miejscowości Sokolnia, leżącej w powiecie orszańskim i położonej niedaleko Drucka, w którym Sokolińscy, podobnie jak inni kniaziowie pochodzący od Druckich, posiadali swoje udziały.

## Historia
Za protoplastę rodu można uznać kniazia Semena Fedorowicza, syna kniazia Fedora i wnuka kniazia Iwana "Baby" Druckiego, który miał czterech synów, tj. Jerzego, Wasyla, Iwana i Andrzeja. Jeden z nich - kniaź Iwan († ok. 1524 r.), pozostawił jedyną córkę, księżniczkę Hankę, która wyszła za mąż za kniazia Massalskiego. Pozostali synowie zapoczątkowali trzy gałęzie rodu Druckich-Sokolińskich, którego niektórzy przedstawiciele jeszcze w XVII w. wyemigrowali do Rosji, zaś inni żyją w Polsce do dziś.

## Członkowie rodu
- Jan Drucki Sokoliński – marszałek sejmu
- Jerzy Drucki Sokoliński – podkomorzy witebski i regimentarz
- Kazimierz Samuel Drucki Sokoliński – pisarz grodzki smoleński
- Krzysztof Drucki Sokoliński – kasztelan mścisławski, kasztelan połocki
- Michaił Wasiljewicz Drucki-Sokoliński (ros. Михаил Васильевич Друцкий-Соколинский) – marszałek szlachty guberni smoleńskiej (1847–1857), gubernator wołyński (1856–1863)
- Michał Drucki Sokoliński (zm. 1621) – wojewoda połocki, wojewoda smoleński
- Michał Karol Drucki Sokoliński – pisarz wielki litewski
- Michał Leon Drucki Sokoliński – marszałek sejmu
- Michał Wasylewicz Drucki Sokoliński(inne języki)
- Mikołaj Metrofan Sokoliński – unicki biskup smoleński
- Samuel Stanisław Drucki Sokoliński – marszałek Trybunału Głównego Wielkiego Księstwa Litewskiego w 1646
- Wawrzyniec (Laurenty) Drucki-Sokoliński – unicki biskup smoleński
- Władimir Drucki-Sokoliński(inne języki) – ostatni gubernator miński